# Русилово (Стоянцевское сельское поселение)
Русилово — деревня в Кимрском районе Тверской области. Входит в состав Стоянцевского сельского поселения.

## География
Находится в юго-восточной части Тверской области на расстоянии приблизительно 33 км на запад-северо-запад по прямой от районного центра города Кимры в левобережной части района.

## История
Известна была с 1628 года как деревня с 3 дворами, владение патриарха Филарета. В 1780-х годах 7 дворов, в 1806 — 23. В 1859 году здесь (деревня Корчевского уезда Тверской губернии) было учтено 32 дворав, в 1887 — 47.

## Население
Численность населения: 22 человека (1780-е годы), 109 (1806), 241 (1859 год), 270 (1887), 174 (русские 90 %) 2002 году, 127 в 2010.